# Dědek

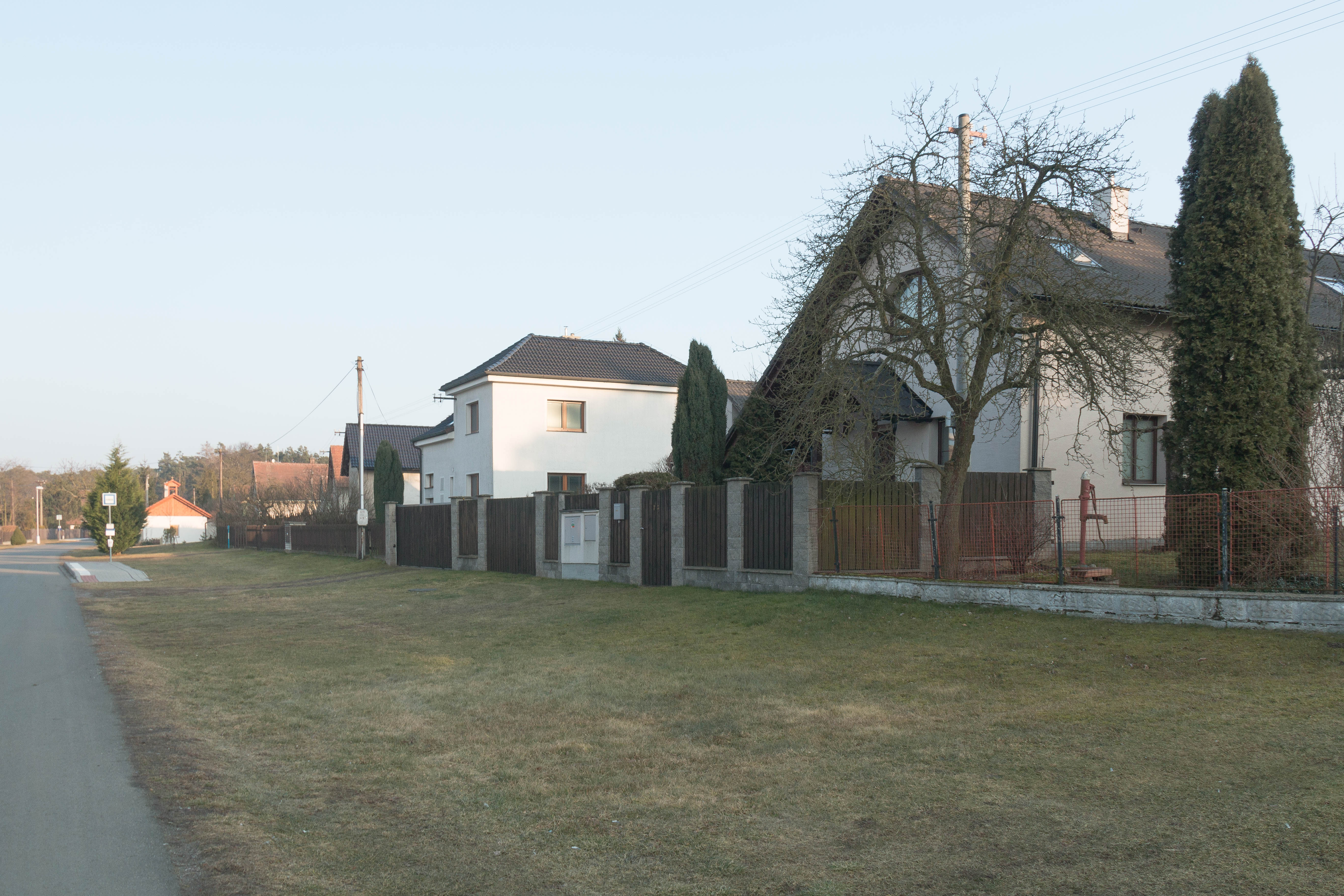
Ortsansicht

Dědek (deutsch Diedek) ist ein Ortsteil der Gemeinde Živanice in Tschechien. Er liegt neun Kilometer nordwestlich des Stadtzentrums von Pardubice und gehört zum Okres Pardubice.

## Geographie
Das von Sandhügeln umgebene Straßendorf Dědek befindet sich zwischen den Bächen Černská strouha, Živanický potok und Bukovka in der Pardubická kotlina (Pardubitzer Becken). Südlich des Dorfes verläuft die Staatsstraße II/333 zwischen Přelouč und Lázně Bohdaneč. 
Nachbarorte sind Novinsko und Na Sádkách im Norden, Mlýny im Nordosten, Pazderna und Lázně Bohdaneč im Osten, Rybitví und Černá u Bohdanče im Südosten, Opočínek und Živanice im Süden, Nerad, Výrov und Břehy im Südwesten, Přelovice im Westen sowie Vlčí Habřina und Neratov im Nordwesten. 

## Geschichte
Im Mittelalter befand sich in der Gegend eine hölzerne Feste. Nachdem Wilhelm von Pernstein zum Ende des 15. Jahrhunderts die Herrschaften Pardubitz und Kunburg erworben hatte, ließ er eine Vielzahl von Fischteichen anlegen, da die Teichwirtschaft und Fischzucht höhere Erträge als die Landwirtschaft einbrachte. Zur Speisung der Teiche ließ er den Opatowitzer Kanal graben. Einer dieser Teiche war der Dědek, in dem auch die Überreste der Feste versanken.
Am 21. März 1560 veräußerte Jaroslav von Pernstein die gesamte Herrschaft Pardubitz an König Ferdinand I. Dessen Nachfolger Maximilian II. übertrug die Verwaltung der königlichen Herrschaften der Hofkammer. Im Zuge der Raabisation wurden in den 1770er Jahren auf dem Gebiet der Kameralherrschaft Pardubitz zahlreiche Teiche trockengelegt und Parzellen auf den Teichstätten emphyteutisch an Siedler überlassen.
Dědek wurde als einfache Häuserzeile auf der trockengelegten Teichstätte des gleichnamigen Fischteiches angelegt. Bei der Urbarmachung des Teichgrundes wurden Geschirr und Messer aufgefunden, die wahrscheinlich aus der erloschenen Feste stammen. Erstmals erwähnt wurde Dědek im Jahre 1778.
Im Jahre 1835 bestand das im Chrudimer Kreis an der Přelautscher Straße gelegene Dominikaldorf Diedek bzw. Dědek aus 23 Häusern, in denen 184 Personen lebten. Nach Diedek konskribiert war die Einschicht Rowinsky bzw. Nowinsko. Pfarrort war Bohdanetsch. 1836 wurde der Ausbau der Přelautscher Straße zur Kaiserstraße von Kuttenberg nach Königgrätz fertiggestellt. Bis zur Mitte des 19. Jahrhunderts blieb Diedek der k.k. Kameralherrschaft Pardubitz untertänig.
Nach der Aufhebung der Patrimonialherrschaften bildete Dědek ab 1849 einen Ortsteil der  Gemeinde Neratov im Gerichtsbezirk Přelauč. Kaiser Franz Joseph I. verpfändete die k. k. Kameralherrschaft Pardubitz im Jahre 1855 als Staatsschuldverschreibung an die Oesterreichische Nationalbank, die die Herrschaft am 25. Juni 1863 an die k. k. privilegierte Österreichische Credit-Anstalt für Handel und Gewerbe verkaufte. 1866 kaufte der Großindustrielle Heinrich Drasche die Grundherrschaft Pardubitz.  Ab 1868 gehörte das Dorf  zum Bezirk Pardubitz. 1869 hatte Dědek 147 Einwohner und bestand aus 24 Häusern. Am 18. Juni 1881 kaufte Richard von Drasche-Wartinberg für 2.080.000 Gulden die Grundherrschaften Pardubitz und Kunětická Hora aus der väterlichen Erbmasse. Im Jahre 1900 lebten in Dědek 108 Menschen, 1910 waren es 106. Nach der Gründung der Tschechoslowakei wurde im Zuge der Bodenreform von 1920 der Großgrundbesitz der Familie Drasche-Wartinberg konfisziert und aufgeteilt. 1930 hatte Dědek 117 Einwohner. Im Jahre 1949 wurde Dědek dem Okres Přelouč zugeordnet, seit 1960 gehört das Dorf wieder zum Okres Pardubice. Im Jahre 1972 wurde Dědek zusammen mit Neratov und Novinsko nach Živanice eingemeindet; während sich Neratov und Novinsko 1991 wieder loslösten und die Gemeinde Nerator bildeten, verblieb Dědek bei Živanice. Beim Zensus von 2001 lebten in den 26 Häusern von Dědek 76 Personen.

## Gemeindegliederung
Der Ortsteil Dědek ist Teil des Katastralbezirkes Živanice.

## Sehenswürdigkeiten
- Kreuz auf dem Dorfanger
- Reste des alten Teichdammes in Richtung Nerad und Neratov.